# Шафранное
Шафра́нное (до 1962 года Широ́кое, до 1948 года Картмыши́к Неме́цкий; укр. Шафранне, крымскотат. Qart Mışıq, Къарт Мышыкъ) — село в Симферопольском районе Республики Крым, входит в состав Родниковского сельского поселения (согласно административно-территориальному делению Украины — Родниковского сельского совета Автономной Республики Крым).

## Население
| 1805 | 1887 | 1892 | 1904 | 1911 | 1915 |
| ---- | ---- | ---- | ---- | ---- | ---- |
| 48   | ↘36  | ↗103 | ↗179 | ↗198 | ↗265 |
| 1918 | 1926 | 1931 | 1989 | 2001 | 2014 |
| ↘170 | ↗299 | ↗338 | ↘281 | ↗316 | ↘244 |

Национальный состав
- 1805 год — 48 чел. (крымские татары)[15]
- 1887 год — 36 чел. (немцы)[16]
- 1904 год — 179 чел. (немцы)[17]
- 1911 год — 198 чел. (немцы)[17]
- 1915 год — 165/100 чел. (немцы)[18][19]
- 1926 год — 299 чел. (296 немцев)[20].

Всеукраинская перепись 2001 года показала следующее распределение по носителям языка
| Язык             | Процент |
| ---------------- | ------- |
| русский          | 48,42   |
| крымскотатарский | 23,1    |
| украинский       | 21,2    |
| белорусский      | 4,75    |

## Современное состояние
В Шафранном 2 улицы Плодовая и Широкая, площадь, занимаемая селом, 59 гектаров, на которой в 120 дворах, по данным сельсовета на 2009 год, числилось 268 жителей.

## География
Село Шафранное расположено на северо-западе района, в степном Крыму, примерно в 28 километрах (по шоссе) от Симферополя, ближайшая железнодорожная станция Остряково — примерно в 12 километрах, высота центра села над уровнем моря — 119 м. Соседние сёла: Курганное в 5 км южнее и Степное Сакского района — в 4 км к северу. Транспортное сообщение осуществляется по региональной автодороге от шоссе Симферополь — Евпатория до Шафранного 35Н-521 (по украинской классификации С-0-11327).

## Название
Историческое название села Карт-Мышик означает в переводе с крымскотатарского «старая кошка» (къарт — старый, мышыкъ — кошка).

## История
Первое документальное упоминание села встречается в Камеральном Описании Крыма… 1784 года, судя по которому, в последний период Крымского ханства Картмышик (записано как Кадайджик ) входил в Акмечетский кадылык Акмечетского каймаканства. После присоединения Крыма к России (8) 19 апреля 1783 года, (8) 19 февраля 1784 года, именным указом Екатерины II сенату, на территории бывшего Крымского Ханства была образована Таврическая область и деревня была приписана к Евпаторийскому уезду. После Павловских реформ, с 1796 по 1802 год, входила в Акмечетский уезд Новороссийской губернии. По новому административному делению, после создания 8 (20) октября 1802 года Таврической губернии, Картмышик был включён в состав Тулатскои волости Евпаторийского уезда.
По Ведомости о волостях и селениях, в Евпаторийском уезде с показанием числа дворов и душ… от 19 апреля 1806 года, в Картмышике числилось 6 дворов и 48 человек, исключительно крымских татар, а земля принадлежала Кемаль бею. На военно-топографической карте генерал-майора Мухина 1817 года обозначен Картмышик с 7 дворами. После реформы волостного деления 1829 года Карт-Мышик отнесли к Темешской волости, но вскоре деревня опустела, видимо, в результате эмиграций крымских татар в Турцию и на картах 1842 и 1865—1876 года Картмышик уже не обзначен.
В 1860-х годах, после земской реформы Александра II, деревню приписали к Сакской волости. Согласно «Памятной книжке Таврической губернии за 1867 год», деревня была покинута жителями и лежала в развалинах, в результате эмиграции крымских татар, особенно массовой после Крымской войны 1853—1856 годов, в Турцию.
В 1879 году земли села — 1363 десятин — были приобретены немецкими колонистами-лютеранами из беловежских колоний, основавшим поселение Гнаденфельд и в «Памятной книге Таврической губернии 1889 года», по результатам Х ревизии 1887 года, в Гнаденфельде числилось 19 дворов и 167 жителя. Согласно «…Памятной книжке Таврической губернии на 1892 год», в деревне Карт-Мышик, входившей в Карт-Мышикское сельское общество, было 103 жителя в 10 домохозяйствах на собственной земле, а на подробной карте 1894 года деревня обозначена с 21 двором и немецким населением.
Земская реформа 1890-х годов в Евпаторийском уезде прошла после 1892 года, в результате Картмышик приписали к Камбарской волости.
По «…Памятной книжке Таврической губернии на 1900 год» в деревне, входившей в Картмышикское сельское общество, числилось 164 жителя в 22 дворах. На 1914 год в селении действовала лютеранская земская школа.
По Статистическому справочнику Таврической губернии. Ч.II-я. Статистический очерк, выпуск пятый Евпаторийский уезд, 1915 год, в деревне Картмышик Камбарской волости Евпаторийского уезда числилось 32 двора (31 двор с землёй, 1 — безземельный) с немецким населением в количестве 165 человек приписных жителей и 100 — «посторонних», из которых 126 мужчин и 139 женщин. Жители владели 1227 десятинами удобной земли. В хозяйствах имелось 208 лошадей, 46 волов, 118 коров и 360 голов мелкого скота. Согласно списку 1915 года «…русских подданных из австрийских, венгерских или германских выходцев» землевладельцев, опубликованном в газете «Таврические губернские ведомости» в апреле 1915 года, при деревне Картмышик значатся: семья Арнольд — Вильгельм, Якуб, Иоганн, Конрад, Фридрих, Леопольд и Елизавета Корнелиусовы и Екатерина по мужу Миллер, имевшие 99 десятин 500 квадратных саженей земли; семья Вессель — Генрих Иоганович, Иоганн Фридрихович, Христиан Якубович и Варвара Мартыновна — в сумме 120 десятин. Семья Литтау: Карл Георгиевич, Елизавета Леонгардовна, Мария Георгиевна, Шарлота Иоганновна, Генрих Людвигович, Мария Людвиговна и Генрих Георгиевич владевшие отдельными участками общей площадью 428 дес.; семья Тауберт: Конрад Генрихович, Екатерина Леонгардовна и Генрих Генрихович, владевшие в сумме 60 десятинами, Штерн София Конрадовна — 75 дес., а также Шпис Каспер Касперович, с участком в 12 дес. 1200 кв. саж..
После установления в Крыму Советской власти, по постановлению Крымревкома от 8 января 1921 года была упразднена волостная система и село включили в состав вновь созданного Сарабузского района Симферопольского уезда, а в 1922 году уезды получили название округов. 11 октября 1923 года, согласно постановлению ВЦИК, в административное деление Крымской АССР были внесены изменения, в результате которых был ликвидирован Сарабузский район и образован Симферопольский и село включили в его состав. Согласно Списку населённых пунктов Крымской АССР по Всесоюзной переписи 17 декабря 1926 года, в селе Картмышик (немецкий), центре упразднённого к 1941 году Картмышик-Немецкого сельсовета Симферопольского района, числилось 67 дворов, из них 66 крестьянских, население составляло 299 человек, из них 296 немцев и 3 русских, действовала немецкая школа. В 1931 году в селе проживало 338 человек. Вскоре после начала Великой Отечественной войны, 18 августа 1941 года крымские немцы были выселены, сначала в Ставропольский край, а затем в Сибирь и северный Казахстан.
В 1944 году, после освобождени Крыма от фашистов, 12 августа 1944 года было принято постановление № ГОКО-6372с «О переселении колхозников в районы Крыма» и в сентябре 1944 года в район приехали первые новоселы (214 семей) из Винницкой области, а в начале 1950-х годов последовала вторая волна переселенцев из различных областей Украины. С 25 июня 1946 года Картмышик в составе Крымской области РСФСР. Указом Президиума Верховного Совета РСФСР от 18 мая 1948 года село Картмышик немецкий Симферопольского района переименовали в Широкое. 26 апреля 1954 года Крымская область была передана из состава РСФСР в состав УССР, в том же году село вошло в состав Родниковского сельсовета, в 1957 году местный колхоз вошёл в состав объединённого колхоза «40 лет Октября» с центральной усадьбой в Родниковом (с февраля 1965 года — совхоз «Родниковый»).
Указом Президиума Верховного Совета УССР «Об укрупнении сельских районов Крымской области», от 30 декабря 1962 года Симферопольский район был упразднён и село присоединили к Бахчисарайскому. Тогда же, чтобы исключить дублирование с селом Широкое упразднённого тогда же Октябрьского района, село переименовали в Шафранное (согласно справочнику «Крымская область. Административно-территориальное деление на 1 января 1968 года» в период с 1954 по 1968 год). 1 января 1965 года, указом Президиума ВС УССР «О внесении изменений в административное районирование УССР — по Крымской области», вновь включили в состав Симферопольского. По данным переписи 1989 года в селе проживал 281 человек. С 12 февраля 1991 года село в восстановленной Крымской АССР, 26 февраля 1992 года переименованной в Автономную Республику Крым. С 21 марта 2014 года в составе Крыма аннексировано Россией.